# 302

## Догађаји
- Цар Диоклецијан прогони манихејце, оптужујући их да су персијска пета колона.
- Цезар Галерије осваја другу победу над Карпима и Гетима.
- Инвазија Алеманских Лингона на Галију. Замало је заробили цезара Констанција I  између непријатеља и зидина града. Сам Констанције се дизалицом спушта на зид. Међутим, истог дана, Констанције излази са зидина и побеђује непријатеља у великој бици.
- Нарсех, персијски владар Сасанидског царства, умире после деветогодишње владавине. Наслеђује га син Хормизд II .
- Јамвлих из Халкиде пише расправу о магији и окултизму.
- Леонтије Кесаријски је посветио Григорија Просветитеља за патријарха Јерменије.

## Смрти
- Википедија:Непознат датум — Свети мученик Никандар Мисирац - хришћански светитељ
- Википедија:Непознат датум — Свети мученици Пасикрат, Валентион, Јулије и други - хришћански светитељи.